# Kristina Grozeva
Kristina Grozeva, née le 26 janvier 1976 à Sofia, est une réalisatrice bulgare.

## Filmographie
réalisatrice et scénariste (avec Petar Valtchanov)
- 2010 : Avariyno katzane
- 2012 : Skok (court-métrage)
- 2014 : The Lesson (Urok)
- 2016 : Glory (Slava)
- 2019 : La Saveur des coings (Bashtata)
- 2024 : Triumph (en)

## Distinctions

### Récompenses
- Festival du court métrage de Bruxelles 2013 : Grand prix pour Skok
- Festival international du film de Thessalonique 2014 (avec Petar Valtchanov) : 
  - Meilleur scénario pour The Lesson
  - Prix spécial du jury pour l'originalité et l'innovation (Alexandre de bronze)
- Festival international du film de Saint-Sébastien 2014
  - Prix des nouveaux réalisateurs
- Festival international du film de Karlovy Vary 2019 : Globe de cristal pour The Father[1]